# Nazionale maschile di rugby a 15 del Guatemala
La nazionale di rugby XV del Guatemala rappresenta il Guatemala nel rugby a 15 in ambito internazionale.